# Baccha lividus
Baccha lividus là một loài ruồi trong họ Ruồi giả ong (Syrphidae). Loài này được Schiner mô tả khoa học đầu tiên năm 1868. Baccha lividus phân bố ở vùng Tân Nhiệt đới